# Yamaha YM2610
YM2610, или OPNB, — электронный компонент, микросхема шестиканального генератора звука, разработанная фирмой Yamaha. Входит в семейство микросхем аналогичного назначения, производимых той же фирмой, использующих для синтеза звука метод частотной модуляции (FM-синтез). Наиболее близка по возможностям к микросхемам YM2203 (OPN) и YM2612 (OPN2), однако по сравнению с ними имеет дополнительные возможности. Применялась в большом количестве (несколько сотен игр) аркадных игровых автоматах различных компаний, включая SNK Neo Geo.
Существует две модификации микросхемы — YM2610 и YM2610B. Они различаются числом каналов FM-синтезатора.

## Технические характеристики
YM2610 содержит в своём составе три независимых синтезатора разных типов.
- SSG-синтезатор, совместимый с YM2149:
- Общий выход для всех каналов

- FM-синтезатор, совместимый с YM2612:
  - Четыре (YM2610) или шесть (YM2610B) независимых каналов (голосов) FM-синтезатора
  - Четыре оператора (генератора частоты) на каждый канал
  - Два программируемых таймера
  - Генератор сверхнизкой частоты (LFO)
  - Операторам третьего и шестого канала можно назначать собственную частоту (для остальных каналов частоты операторов могут иметь только кратные частоты от основной частоты канала)
  - Требует использования внешней микросхемы ЦАП YM3016
- ADPCM-каналы для воспроизведения цифрового звука:
  - Сжатие звука 4:1
  - Адресация внешнего ПЗУ семплов объёмом до 16 МБ
  - Длина непрерывного блока до 1 МБ
  - Независимое управление панорамой каналов
  - 6 каналов с фиксированной частотой дискретизации 18,5 КГц
  - 1 канал с управляемой частотой дискретизации 1,8…55,5 КГц